# بانا ستيجينا
بانا ستيجينا، تعرف أيضًا ببان ستيجينا (في إشارة إلى عنوان العصور الوسطى)، أو Mračna Pećina، كما هو معروف محليًا، وهو كهف في البوسنة والهرسك يقع في وادي نهر براسا. يحتوي الكهف على نظام قنوات واسع يبلغ طوله حوالي 2000 متر. وهي غنية بأنواع مختلفة من سمات الكهوف. تم ذكره لأول مرة في أوائل القرن العشرين عند إنشاء خط سكة حديد عبر الوادي. تم التنقيب عن الدخول إلى الكهف خلال حرب البوسنة.